# Faaborg-Midtfyn (općina)
Faaborg-Midtfyn je općina u danskoj regiji Južna Danska.

## Zemljopis
Općina se nalazi u južnom dijelu otoka Fyna, prositire se na 637 km2.

## Stanovništvo
Prema podacima o broju stanovnika iz 2010. godine općina je imala 52.085 stanovnika, dok je prosječna gustoća naseljenosti 81,77 stan/km2. Središte općine je grad Ringe.

### Naselja
| Veća naselja u općini |                |                    |
| Br.                   | Naselje        | Stanovnika (2010.) |
| 1                     | Faaborg        | 7.217              |
| 2                     | Ringe          | 5.505              |
| 3                     | Årslev         | 3.630              |
| 4                     | Nørre Lyndelse | 1.932              |
| 5                     | Ryslinge       | 1.817              |
| 6                     | Kværndrup      | 1.657              |
| 7                     | Nørre Broby    | 1.496              |
| 8                     | Gislev         | 1.349              |
| 9                     | Korinth        | 1.117              |
| 10                    | Vejle          | 1.112              |

## Vanjske poveznice
- Službena stranica općine